# Bolboceras berytensis
Bolboceras berytensis es una especie de coleóptero de la familia Geotrupidae.

## Distribución geográfica
Habita en Siria.